# نادي بيليستر
نادي بيليستر (بالإنجليزية: FK Pelister)‏ هو فريق كرة قدم من مدينة بيتولا في جمهورية مقدونيا، أُسس بتاريخ 1924، يلعب في الدوري المقدوني الأول لكرة القدم، في Petar Miloševski Football Stadium ‏.

## وصلات خارجية
- صفحة بيانات نادي بيليستر على موقع كووورة، تاريخ الوصول: 24 سبتمبر 2018.
- الموقع الرسمي